# Discoloma
Discoloma is een geslacht van kevers van de familie (Discolomatidae).

## Soorten
- D. arcuatum John, 1944
- D. brasiliense John, 1944
- D. cubanum John, 1944
- D. charveini John, 1944
- D. durangoense John, 1944
- D. erichsoni Reitter, 1877
- D. fryi G. Horn, 1878
- D. germaini John, 1944
- D. grouvellei John, 1944
- D. hoegei John, 1944
- D. humerale Sharp, 1899
- D. modestum John, 1944
- D. mollepunctatum John, 1944
- D. oblongum John, 1944
- D. obscurum John, 1944
- D. orizabae John, 1944
- D. ovale John, 1944
- D. parmula Erichson, 1845
- D. perlucidum John, 1944
- D. peruense John, 1944
- D. planum John, 1944
- D. pygmaeum Nevermann, 1930
- D. sancatarinae John, 1952
- D. schmidti John, 1944
- D. stroessneri John, 1969
- D. suborbiculare John, 1944
- D. thymaloides Reitter, 1878
- D. tricuspe John, 1944